# Order Świętego Sawy

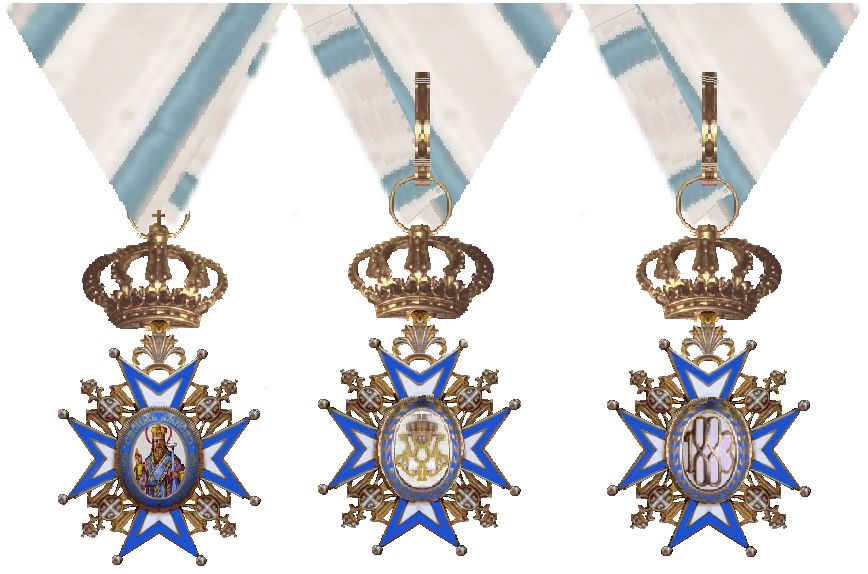
Insygnia orderu św. Sawy IV kl.
Od lewej: wzór 1883-1903 – awers i rewers, wzór 1904 – rewers

Order Świętego Sawy (serb. Орден Светог Саве, serb.-chorw. Orden Svetoga Save) – odznaczenie Królestwa Serbii i Królestwa Jugosławii, nadawane za zasługi cywilne, przede wszystkim na polu nauki, sztuki i działalności kościelnej. Po roku 1945 stał się orderem domowym wygnanej dynastii Karadziordziewiciów.

## Historia
Order został ustanowiony 22 stycznia roku 1883 przez króla Serbii Milana I jednocześnie z Orderem Białego Orła i poświęcony jest największemu świętemu Serbskiego Kościoła Prawosławnego, arcybiskupowi Sawie. Posiadał od początku pięć klas według znanego schematu Legii Honorowej, od Wielkiego Krzyża do srebrnego Krzyża Kawalerskiego. Nadawany początkowo wyłącznie za zasługi cywilne, został 22 listopada roku 1914 rozszerzony o klasę wojskową. Po obaleniu dynastii Obrenowiciów w roku 1903 order został odnowiony przez nowego monarchę Piotra I Karadziordziewicia i po roku 1918 przejęty przez nowo powstałe Królestwo Serbów, Chorwatów i Słoweńców.
Podział:
- I klasa – Krzyż Wielki (Велики крст)
- II klasa – Wielki Oficer (Велики официр)
- III klasa – Komandor (Командир)
- IV klasa – Oficer (Официр)
- V klasa – Kawaler (Кавалир)

Poza orderem dynastycznym istnieje obecnie (od ok. 1976) istnieje także inny, trójklasowy order św. Sawy, nadawany przez Serbski Kościół Prawosławny.

## Wygląd
Insygnia orderu to oznaka i gwiazda I i II klasy. Oznaka to emaliowany na biało krzyż maltański z szerokimi niebieskimi bordiurami. W środku na awersie oznaki znajduje się owalny medalion z portretem świętego w ornacie liturgicznym i mitrze arcybiskupiej na głowie, z pastorałem w dłoni. Między ramionami krzyża umieszczone są dwugłowe ukoronowanie orły serbskie, na piersi noszące krzyż serbski. Rewers oznaki miał w medalionie środkowym ukoronowany złoty monogram króla Milana I, który po roku 1904 wymieniono na datę ustanowienia orderu, 1883. Zawieszką orderu była złota korona królewska. Zależnie od lat nadawania i producenta oznak występują trzy modele medalionu awersu: 1883–1904 św. Sawa w czerwonym ornacie i niebieskim paliuszu, z pastorałem w lewej dłoni, w złotej mitrze, z czerwoną aureolą (ten model najstaranniej wykonany); 1904–1921 święty w czerwonym ornacie itd., z niebieską mitrą i aureolą; po 1921 święty w błękitnym ornacie i białym paliuszu, z pastorałem w prawej dłoni, z żółtą aureolą. Mimo dodania klasy wojskowej w roku 1914 nie istniały dekoracje z mieczami, nie istniał też łańcuch orderowy.
Gwiazda I i II klasy jest srebrna, ośmiopromienna, noszona na prawej piersi, z cyzelowaną powierzchnią naśladującą brylanty i nosi na sobie awers oznaki bez korony. Order noszony był na białej wstędze z obustronnymi niebieskimi bordiurami, przy I klasie z prawego ramienia na lewy bok, przy IV i V klasie na lewej piersi na wstążce wiązanej w trójkąt na modłę austriacką.